# Chitrakoot Dham
Chitrakoot Dham – miasto w północnych Indiach w stanie Uttar Pradesh, na Nizinie Hindustańskiej.
Populacja miasta w 2001 roku wynosiła 48 853 mieszkańców.